# 陸大成
陸大成（1548年—？），字集甫，號見石，直隸蘇州府太倉州人，軍籍，明朝政治人物。

## 生平
萬曆七年（1579年）己卯科應天鄉試第一名。萬曆十四年（1586年），登第二甲第十四名進士，都察院观政。

## 家族
曾祖陸培，曾任典史；祖父陸恩；父陸明佑，曾任庠生。母杜氏。兄大星，庠生；弟大由、大任、大咸，廪生、大观，庠生、大治，太医吏目、大懋，廪生。